# Cardiovascular Research
Cardiovascular Research (skrót: Cardiovasc Res, CVR) – naukowe czasopismo kardiologiczne o zasięgu międzynarodowym, wydawane od 1967. Oficjalny organ Europejskiego Towarzystwa Kardiologicznego (ang. European Society of Cardiology - ESC). Miesięcznik.
„Cardiovascular Research" należy do rodziny 13 czasopism Europejskiego Towarzystwa Kardiologicznego poświęconych badaniom nad układem sercowo-naczyniowym. Wydawcą jest brytyjski Oxford University Press. Czasopismo publikuje oryginalne, recenzowane prace kliniczne oraz podstawowe na temat fizjologii i patofizjologii układu sercowo-naczyniowego (prace dotyczą badań na poziomie molekularnym, subkomórkowym, komórkowym, narządów i całego organizmu). Publikowane są także recenzje i komunikaty.
Kolejnymi redaktorami naczelnymi (ang. editor-in-chief) czasopisma byli:
- John P. Shillingford, 1967–1974
- R.J. Linden, 1975–1982
- Peter Sleight, 1983–1991
- David J. Hearse, 1992–1995
- Michiel J. Janse, 1995–2002[5]
- Hans Michael Piper, 2003–2012[6][7]
- Karin Sipido, 2013–2018[6]

Od 2018 roku funkcję redaktora naczelnego sprawuje Tomasz Guzik związany z Collegium Medicum Uniwersytetu Jagiellońskiego oraz z University of Glasgow. W skład rady redakcyjnej (ang. editorial board) wchodzą naukowcy głównie z Wielkiej Brytanii, USA oraz różnych państw Europy Zachodniej.
Pismo ma współczynnik wpływu impact factor (IF) wynoszący 6,290 (2017) oraz wskaźnik Hirscha równy 195 (2017). W międzynarodowym rankingu SCImago Journal Rank (SJR) mierzącym wpływ, znaczenie i prestiż poszczególnych czasopism naukowych „Cardiovascular Research” zostało w 2017 sklasyfikowane na 23. miejscu wśród czasopism z dziedziny kardiologii i medycyny sercowo-naczyniowej. W polskich wykazach czasopism punktowanych przez Ministerstwo Nauki i Szkolnictwa Wyższego publikacja w tym czasopiśmie otrzymywała w latach 2013-2016 po 40 punktów.